# American Football Conference

Logo

American Football Conference (AFC) är en av två konferenser i den amerikanska fotbollsligan National Football League (NFL) i USA. Den andra konferensen är National Football Conference (NFC). AFC skapades när NFL slogs samman med American Football League (AFL) 1970. NFL-lagen Cleveland Browns, Pittsburgh Steelers och dåvarande Baltimore Colts godkände att spela i nya AFC med de 10 AFL-lagen. Övriga NFL-lag gick med i National Football Conference (NFC).

## Struktur

### Grundspel

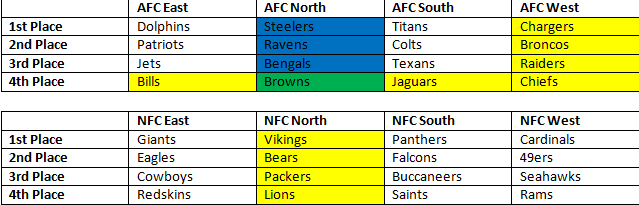
Rutsystem som visar hur spelschemat görs upp varje säsong

Matcher spelas enligt samma princip i båda konferenser. I exemplet på bilden är det Cleveland Browns som används. De spelar dubbelmöten mot samtliga lag i sin egen division AFC North (2 matcher * 3 lag = 6 matcher). De möter sedan samtliga lag från två divisioner, en från NFC och en från AFC. I detta fallet AFC West samt NFC North (8 lag * 1 match = 8 matcher). De spelar även två matcher mot de två lagen i de två kvarstående divisionerna i AFC som kom på samma placering inom sin division som de själva från förra säsongen. Därmed spelar varje lag 16 matcher i grundspelet.

### Slutspel
När grundspelet är klart avancerar samtliga vinnare av sin division till slutspel, de övriga två lagen som har bäst resultat i AFC går också dit. De två lagen med bäst statistik för säsongen i AFC står över första slutspelsomgången. De övriga fyra lagen spelar en direkt avgörande match där vinnaren får möta ett av de två lagen som stod över första omgången. Vinnarna i dessa två matcher gör sedan upp om AFC Championship-titeln. Vinnaren här går sedan till Super Bowl där mästarna från AFC och NFC gör upp om NFL-titeln.

## Nuvarande klubbar
Sedan 2002 har AFC bestått av 16 klubbar uppdelade i fyra divisioner om fyra klubbar: East, North, South och West.
| Division | Klubb                | Stad                | Arena                               |
| -------- | -------------------- | ------------------- | ----------------------------------- |
| East     | Buffalo Bills        | Orchard Park, NY    | Highmark Stadium                    |
| East     | Miami Dolphins       | Miami Gardens, FL   | Hard Rock Stadium                   |
| East     | New England Patriots | Foxborough, MA      | Gillette Stadium                    |
| East     | New York Jets        | East Rutherford, NJ | MetLife Stadium                     |
| North    | Baltimore Ravens     | Baltimore, MD       | M&T Bank Stadium                    |
| North    | Cincinnati Bengals   | Cincinnati, OH      | Paul Brown Stadium                  |
| North    | Cleveland Browns     | Cleveland, OH       | FirstEnergy Stadium                 |
| North    | Pittsburgh Steelers  | Pittsburgh, PA      | Heinz Field                         |
| South    | Houston Texans       | Houston, TX         | NRG Stadium                         |
| South    | Indianapolis Colts   | Indianapolis, IN    | Lucas Oil Stadium                   |
| South    | Jacksonville Jaguars | Jacksonville, FL    | EverBank Field                      |
| South    | Tennessee Titans     | Nashville, TN       | Nissan Stadium                      |
| West     | Denver Broncos       | Denver, CO          | Sports Authority Field at Mile High |
| West     | Kansas City Chiefs   | Kansas City, MO     | Arrowhead Stadium                   |
| West     | Oakland Raiders      | Oakland, CA         | Oakland–Alameda County Coliseum     |
| West     | Los Angeles Chargers | Carson, CA          | StubHub Center                      |